# Egg Firm
Egg Firm Inc. (エッグファーム?, Eggu Fāmu) è una società giapponese che produce, pianifica e gestisce le serie televisive anime.

## Storia
La società è stata fondata nel marzo 2015 da Nobuhiro Osawa, ex produttore dello studio di animazione Genco, con l'obiettivo di essere una società di produzione e pianificazione di anime.
A luglio 2016, la società ha annunciato che stava collaborando con l'autore di light novel Reki Kawahara, lo sceneggiatore di anime Ichirō Ōkouchi e il regista di anime Akiyuki Shinbō per espandere l'attività dell'azienda per la pianificazione, la produzione e l'animazione di progetti anime. Ha anche unito le forze con Straight Edge di Kazuma Miki, l'ex redattore capo di Dengeki Bunko di Kadokawa. Grazie alla collaborazione, Kawahara, Okouchi e Shinbo sono diventati tutti azionisti di Egg Firm.

## Lavori

### Serie televisive
- DanMachi (2015–2023) – Cooperazione alla produzione
- Gate (2015) – Cooperazione alla produzione
- Shimoneta (2015) – Cooperazione alla produzione
- Prison School (2015) – Cooperazione alla produzione
- Saiki Kusuo no psi-nan (2016–2019) - Produzione
- Schoolgirl Strikers: Animation Channel (2017) – Produzione
- Rinne (2017) – Cooperazione alla produzione
- DanMachi: Sword Oratoria (2017) – Cooperazione alla produzione
- Knight's & Magic (2017) – Cooperazione alla produzione
- UQ Holder! (2017) – Produzione
- Kino no tabi: the Beautiful World: the Animated Series (2017) – Produzione
- Konohana Kitan (2017) – Cooperazione alla produzione
- Last Period (2018) – Produzione
- Sword Art Online Alternative: Gun Gale Online (2018) – Produzione
- Sword Art Online: Alicization (2018-2020) - Produzione
- Endro! (2019) – Produzione
- No Guns Life (2019-2020) - Produzione
- Kandagawa Jet Girls (2019) – Produzione
- Mushoku Tensei: Jobless Reincarnation (2021) – Produzione
- Rumble Garanndoll (2021) – Produzione
- Shokei shōjo no Virgin Road (2022) – Produzione
- Futoku no Guild (2022) – Produzione
- Onii-chan wa oshimai! (2023) – Produzione
- My Love Story with Yamada-kun at Lv999 (2023) – Produzione
- World Dai Star (2023) – Produzione

### Film
- Accel World: Infinite Burst (2016) – Cooperazione alla produzione
- Sword Art Online - The Movie: Ordinal Scale (2017) – Cooperazione alla produzione
- È sbagliato cercare di incontrare ragazze in un Dungeon? - Familia Myth: La freccia di Orione (2019) – Produzione